# Зојберсдорф ин дер Оберпфалц
Зојберсдорф ин дер Оберпфалц (њем. Seubersdorf in der Oberpfalz) општина је у њемачкој савезној држави Баварска. Једно је од 19 општинских средишта округа Нојмаркт (Горњи Палатинат). Према процјени из 2010. у општини је живјело 5.043 становника. Посједује регионалну шифру (AGS) 9373160.

## Географски и демографски подаци
Зојберсдорф ин дер Оберпфалц се налази у савезној држави Баварска у округу Нојмаркт (Горњи Палатинат). Општина се налази на надморској висини од 521 метра. Површина општине износи 68,3 km². У самом мјесту је, према процјени из 2010. године, живјело 5.043 становника. Просјечна густина становништва износи 74 становника/km².

## Међународна сарадња
| Мјесто                | Држава   | Врста сарадње | Од    |
| --------------------- | -------- | ------------- | ----- |
| Кирхдорф ан дер Кремс | Аустрија | партнерство   | 1994. |
| Извор                 |          |               |       |